# جيم تيريل
جيم تيريل (بالإنجليزية: James Terrell) هو راكب الكنو أمريكي، ولد في 20 أبريل 1965.

## وصلات خارجية
- جيم تيريل على موقع أوليمبيديا (الإنجليزية)